# Sonic Boom (álbum de Kiss)
Sonic Boom es el vigésimo tercer álbum de estudio de la banda de rock
Kiss. Este álbum salió a la venta en los Estados Unidos y Canadá el 6 de octubre de 2009 y es el primer trabajo de estudio de material original en 11 años después de Psycho Circus, lanzado en 1998, y también el primero para el guitarrista Tommy Thayer quien se unió a la banda en el año 2002.
El álbum se grabó en los estudios Conway Recording Stuidios en Hollywood, California y fue producido por el colíder de la banda Paul Stanley. En promoción a este trabajo discográfico, la banda realizó una gira por ciudades norteamericanas predeterminadas por los fanáticos a través de una votación por Internet. Luego se realizó una gira europea llamada Sonic Boom Over Europe, seguida por la gira norteamericana The Best Show On Earth Tour.
Eric Singer y Tommy Thayer hacen sus debuts oficiales como cantantes, Eric ya habiendo cantado en vivo numerosas veces, incluyendo en el álbum en vivo MTV Unplugged y Tommy, quien también interpretaba el tema de Ace Frehley "Shock me" en anteriores veces. Asimismo, el arte de tapa fue creada por el artista Michael Doret, quien ya había trabajado con Kiss en el arte del álbum Rock and Roll Over.
Wal-Mart fue el único vendedor del disco en Norteamérica por medio de un acuerdo exclusivo con Kiss. En estos países, Sonic Boom se vendió en un set de tres CDs. Este set incluyó el nuevo álbum, el álbum Kiss Klassics (un disco de regrabaciones de grandes éxitos ya editado en Japón con el nombre de Jigoku Retsuden) y un DVD en vivo grabado en Buenos Aires, Argentina el 5 de abril de 2009 durante la gira Kiss Alive/35 World Tour. En junio de 2010 se le otorgó la certificación de Oro en Noruega.

## Sencillos

### Modern Day Delilah
El primer sencillo Modern Day Delilah, fue presentado oficialmente en el sitio web oficial de la banda el 19 de agosto de 2009, y mantiene un estilo como el de los primeros discos. La canción fue recibida positivamente por los críticos y fanes. El vídeo de esta canción fue lanzado el 9 de diciembre de 2009, siendo su premier en el sitio web de Yahoo!. Esta canción también apareció en los juegos Guitar Hero 5 y Band Hero.

### Say Yeah!
Esta canción fue agregada durante la segunda mitad de la quinta sección de la gira Alive 35/World Tour. Durante la transmisión en vivo por Facebook del concierto en Los Ángeles, se confirmó esta canción como segundo sencillo. En Argentina, esta canción se lanzó en la segunda quincena de enero.

### Never Enough
El 8 de junio de 2010, se anunció en la página oficial de KISS, kissonline.com, que el tercer sencillo era otro tema de Paul Stanley, Never Enough (los dos singles anteriores también son de Paul Stanley).

## Lista de canciones

### Sonic Boom
| N.º | Título                          | Escritor(es)                   | Voz líder        | Duración |  |
| 1.  | «Modern Day Delilah»            | Paul Stanley                   | Paul Stanley     | 3:36     |  |
| 2.  | «Russian Roulette»              | Gene Simmons                   | Gene Simmons     | 4:32     |  |
| 3.  | «Never Enough»                  | Stanley, Simmons, Tommy Thayer | Stanley          | 3:26     |  |
| 4.  | «Yes I Know (Nobody's Perfect)» | Simmons, Stanley               | Simmons          | 3:01     |  |
| 5.  | «Stand»                         | Stanley                        | Stanley, Simmons | 4:47     |  |
| 6.  | «Hot and Cold»                  | Simmons                        | Simmons          | 3:34     |  |
| 7.  | «All For the Glory»             | Stanley                        | Eric Singer      | 3:50     |  |
| 8.  | «Danger Us»                     | Stanley                        | Stanley          | 4:21     |  |
| 9.  | «I'm an Animal»                 | Simmons                        | Simmons          | 3:45     |  |
| 10. | «When Lightning Strikes»        | Stanley, Simmons, Thayer       | Tommy Thayer     | 3:42     |  |
| 11. | «Say Yeah!»                     | Simmons, Stanley, Eric Singer  | Stanley          | 4:23     |  |

### Kiss Klassics
| N.º | Título                      | Escritor(es)                        | Voz líder                     | Duración |  |
| 1.  | «Deuce»                     | Gene Simmons                        | Gene Simmons                  | 3:08     |  |
| 2.  | «Detroit Rock City»         | Paul Stanley, Bob Ezrin             | Paul Stanley                  | 3:57     |  |
| 3.  | «Shout It Out Loud»         | Stanley, Simmons, Ezrin             | Stanley, Simmons              | 2:54     |  |
| 4.  | «Hotter Than Hell»          | Stanley                             | Stanley                       | 3:10     |  |
| 5.  | «Calling Dr. Love»          | Simmons                             | Simmons                       | 3:26     |  |
| 6.  | «Love Gun»                  | Stanley                             | Stanley                       | 3:14     |  |
| 7.  | «I Was Made For Lovin' You» | Stanley, Vini Poncia, Desmond Child | Stanley                       | 4:42     |  |
| 8.  | «Heaven's On Fire»          | Stanley, Child                      | Stanley                       | 3:24     |  |
| 9.  | «Lick It Up»                | Stanley, Vinnie Vincent             | Stanley                       | 3:56     |  |
| 10. | «I Love It Loud»            | Simmons, Vincent                    | Simmons                       | 4:09     |  |
| 11. | «Forever»                   | Stanley, Michael Bolton             | Stanley                       | 3:53     |  |
| 12. | «Christine Sixteen»         | Simmons                             | Simmons                       | 2:59     |  |
| 13. | «Do You Love Me»            | Stanley, Ezrin, Kim Fowley          | Stanley                       | 3:39     |  |
| 14. | «Black Diamond»             | Stanley                             | Eric Singer, intro by Stanley | 4:20     |  |
| 15. | «Rock And Roll All Nite»    | Stanley, Simmons                    | Simmons                       | 2:49     |  |

### DVD - Live in Buenos Aires
1. Deuce
2. Hotter Than Hell
3. C'mon And Love Me
4. Watchin' You
5. 100,000 Years
6. Rock & Roll All Nite

## Integrantes
- Paul Stanley, guitarra, voz.
- Gene Simmons, bajo, voz.
- Eric Singer, batería, voz.
- Tommy Thayer, primera guitarra, voz.